# Lipingue
Lipingue es un caserío de la comuna de Los Lagos, ubicada al sur de su capital comunal.
Aquí se encuentra el Liceo Agrícola y Forestal Lipingue.

## Hidrología
Lipingue se encuentra junto al Estero Lipingue.

## Accesibilidad y transporte
Lipingue se encuentra a 7 km de la ciudad de Los Lagos a través de la Ruta 5 Sur (Autopista Ruta de Los Ríos) y a 20 kilómetros de la ciudad de Paillaco a través de la misma ruta.